# Degerby kyrka

Degerby kyrka ligger i Degerby i Ingå kommun i Nyland. Den tillhör Ingå församling.

## Historia

### Församlingen
År 1864 blev Degerby en kapellförsamling under Ingå församling. Strävandena att bli en egen självständig församling fick senatens godkännande 1913. Självständigheten trädde i kraft från 1923. Men Degerby församlings historia blev kort. Efter andra världskriget tvångsarrenderade Sovjetunionen Porkalaområdet (den så kallade Porkalaparentesen). Stora delar av Degerby ingick i området, däribland kyrkan, och församlingen upplöstes formellt 1950 och överfördes tillbaka till Ingå församling.
Den självständiga församlingens präst var Arvid Wigge. Han var kaplan 1922-1926, tf. kyrkoherde 1926-1937 och kyrkoherde 1937-1949. Han dog 1951 och begravdes då i Ingå. Men efter att kyrkan återlämnats till Ingå församling flyttades hans stoft till Degerby.

### Äldre kyrkobyggnad
År 1748 uppfördes ett predikohus som senare invigdes till kyrka. I början av 1900-talet hade kyrkan förfallit och planerna på att ersätta den dåliga kyrkan gjordes. Från den äldre kyrkan finns altartavlan bevarad som målades 1728 av klockaren Gustaf Gran från Snappertuna. Altartavlan föreställer nattvarden och Kristi himmelsfärd. Den ursprungliga kyrkklockan användes under parentesen vid Sarfsalö kapell men återbördades 1958. Klockan sprack år 1994 och ersattes av en ny.

### Nuvarande kyrka

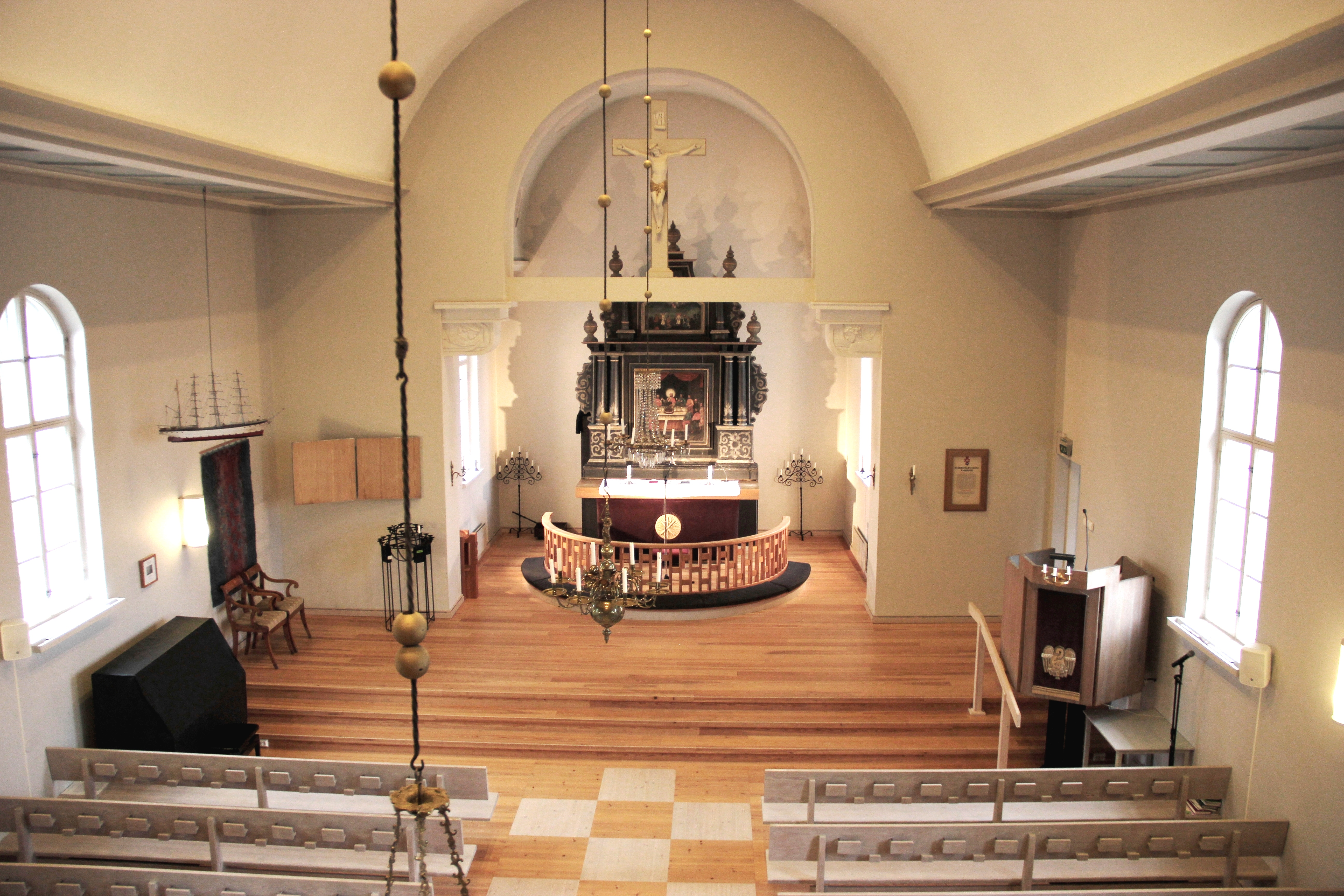
Kyrksalen sedd mot väster.

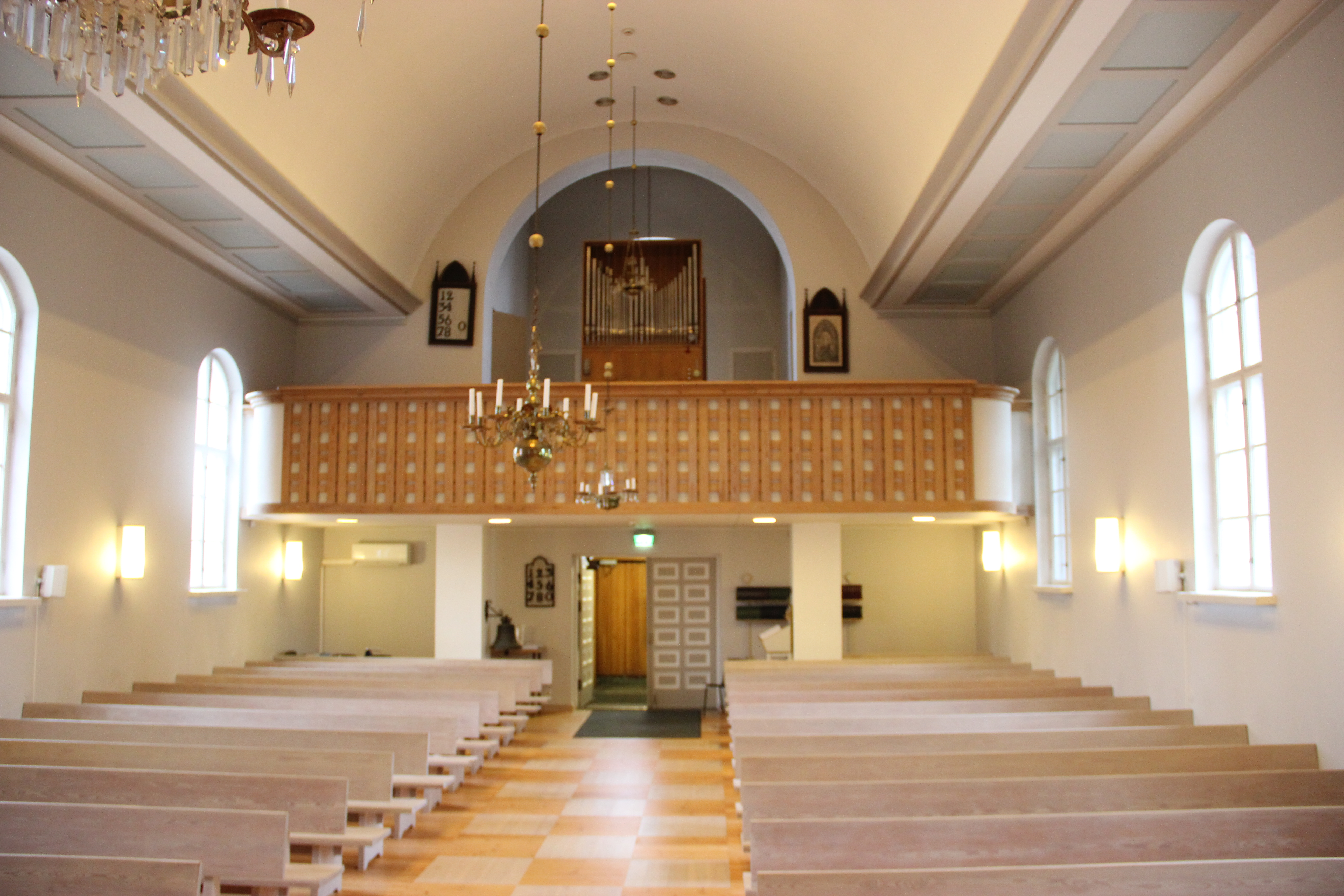
Degerby kyrksal mot öster.

Den nuvarande kyrkan byggdes 1931-1932 enligt ritningar av arkitekten Bertel Liljequist. Den restaurerades år 1977. De traditionella kristna väderstrecken med altaret i öster är omvända i Degerby kyrka. Där finns altaret i väster och ingången i öster.
Efter andra världskriget hörde kyrkan till Porkalaområdet som arrenderades till Sovjetunionen fram till år 1956. Kyrkan invigdes på nytt 1958 efter att området återlämnades till Finland.
Kyrkan hade ursprungligen ett förgyllt kors i tornspiran. Under parentesen försvann korset och ersattes vid återlämnandet av ett kopparkors. Kopparkorset ersattes av ett nytt förgyllt kors år 2018.
Kyrkan är en långkyrka och klockstapelspiran är byggd i empirestil. 
I kyrkan finns en mekanisk Walker-orgel från år 1965 med 9 stämmor.

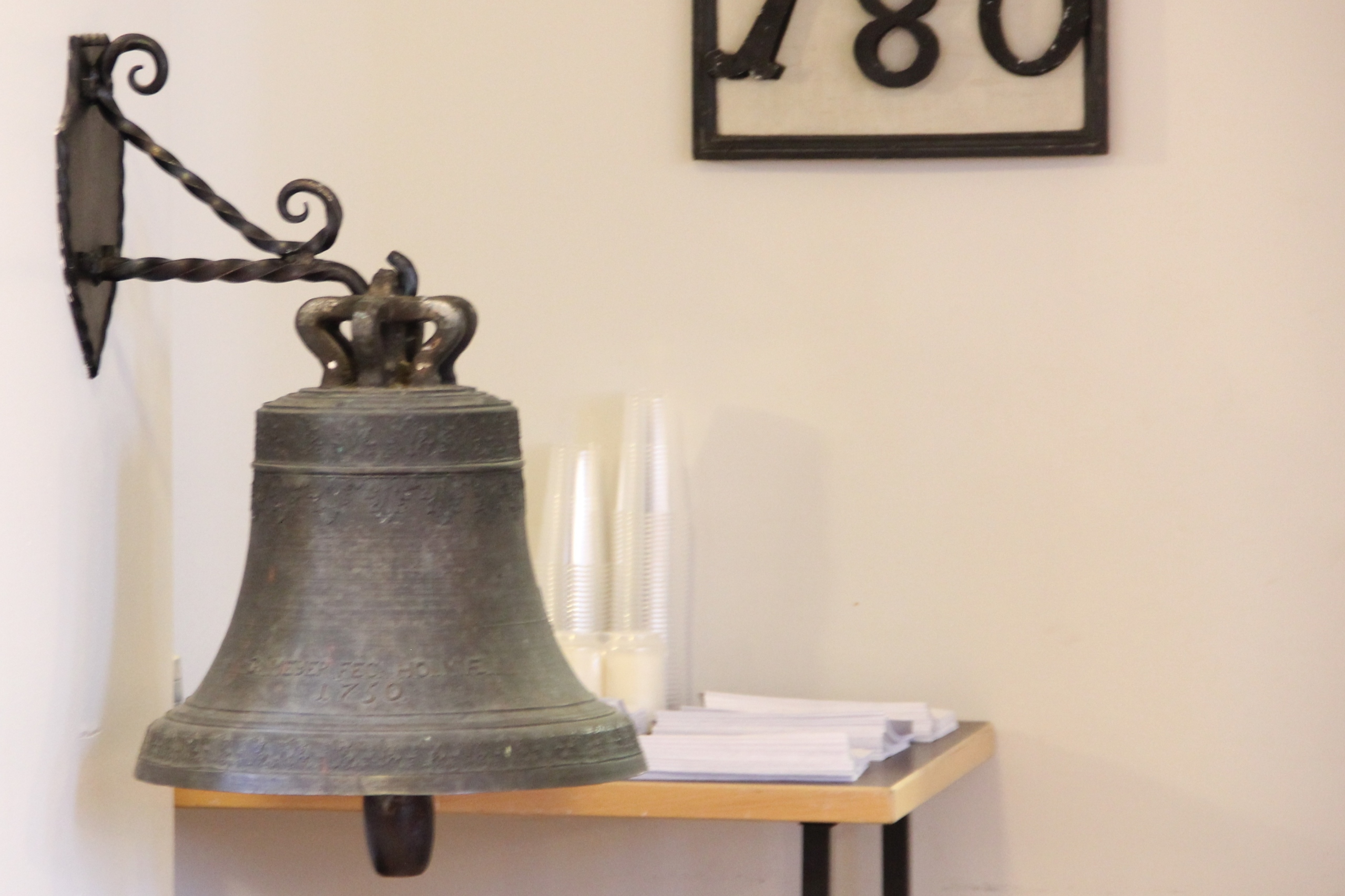
Den gamla kyrkklockan som sprack 1994 och ersattes med en ny.
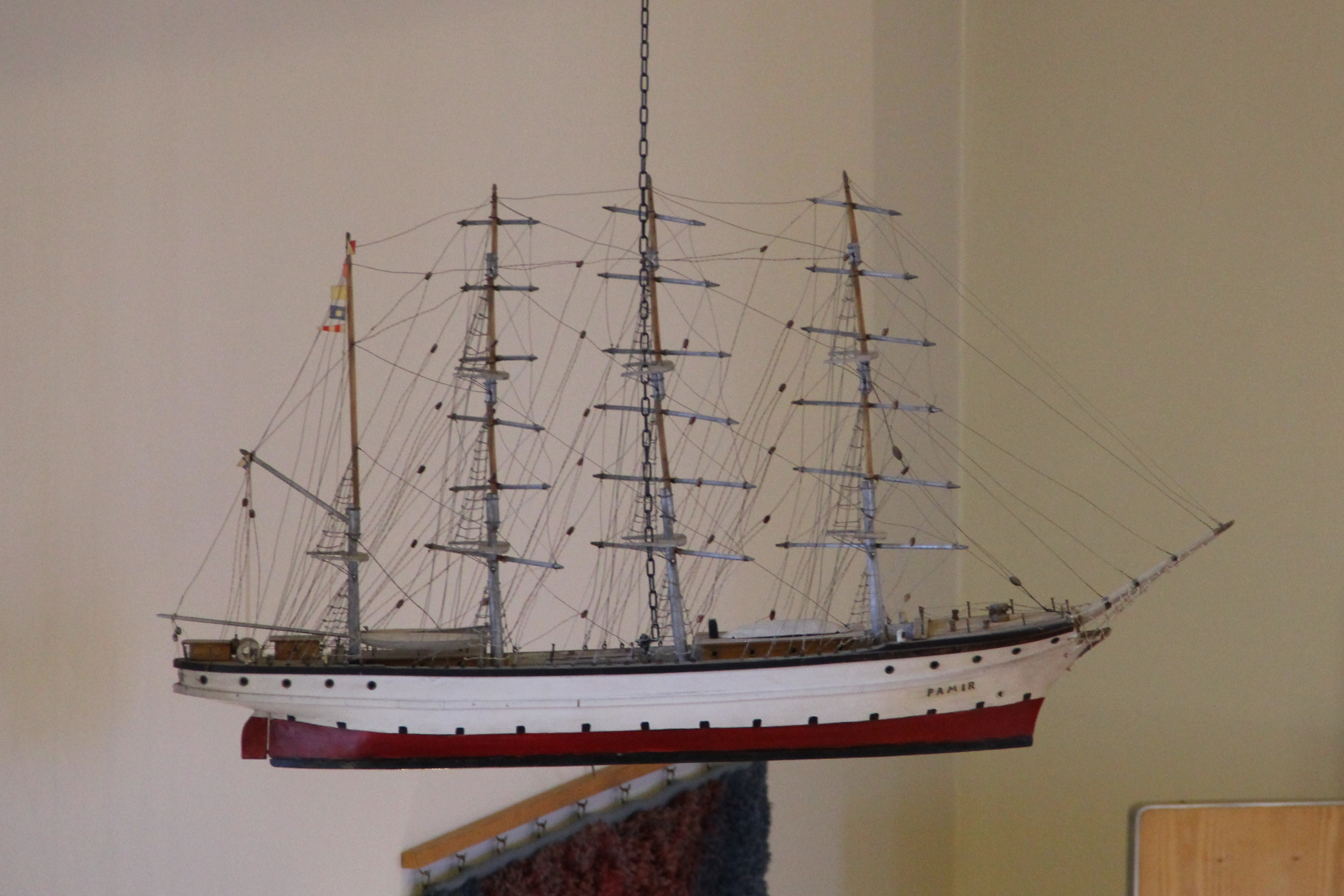
Votivskeppet föreställer den åländska redaren Gustaf Eriksons fartyg Pamir.
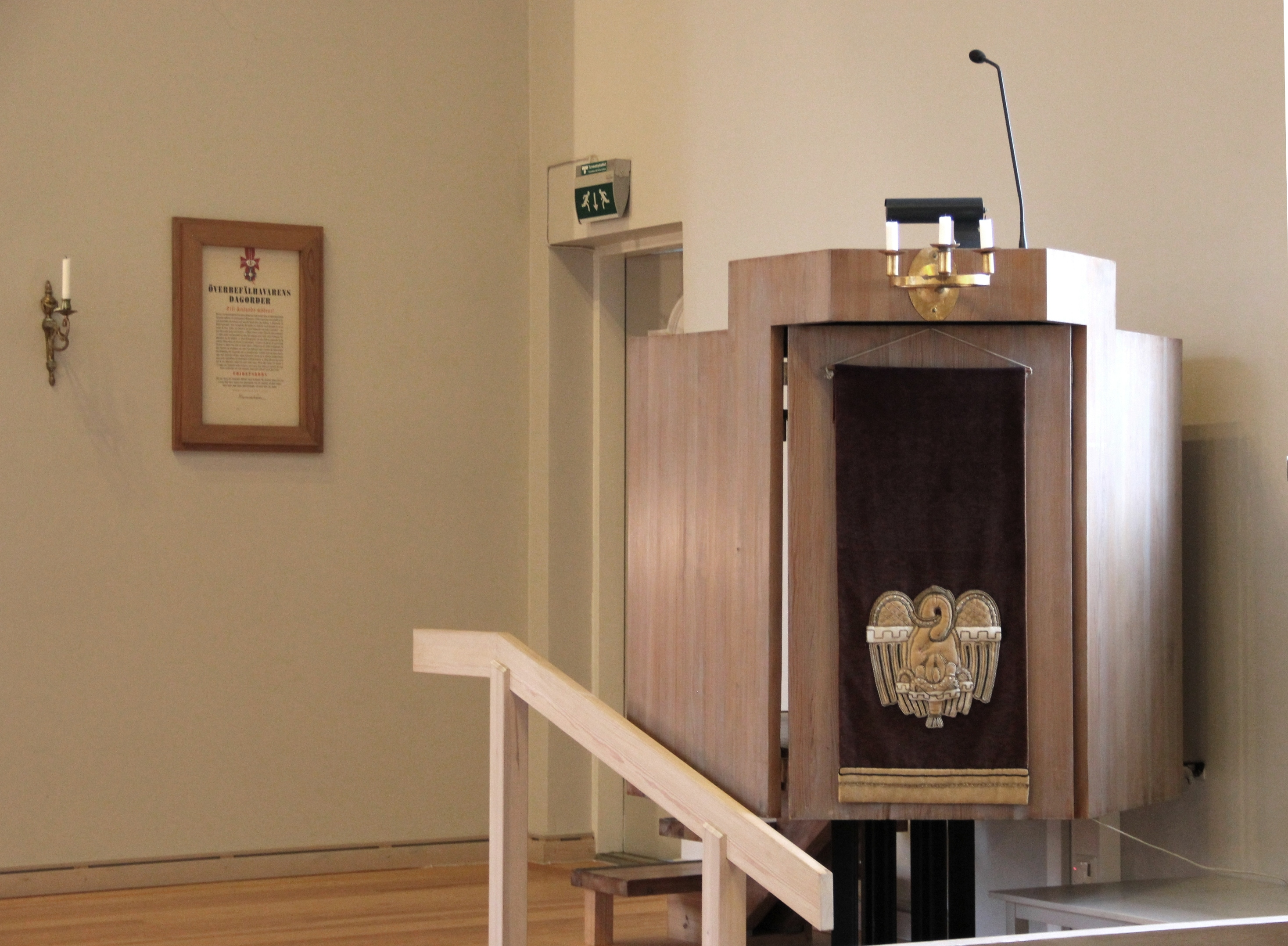
Predikstolen.